# Venere e Cupido (Lotto)
Venere e Cupido è un dipinto a olio su tela (92,4x111,4 cm) di Lorenzo Lotto, databile al 1530 circa e conservato nel Metropolitan Museum a New York.

## Storia
L'opera è nota dal 1918 e si ignora la sua destinazione originale. Pubblicata in un'incisione inserita da Salomon Reinach nel Répertoire des peintures du Moyen Âge et de la Renaissance, ricomparve solo nel 1986, quando l'acquistò il museo statunitense.
Le ipotesi più credibili legano il dipinto ad un'occasione matrimoniale, a giudicare dai numerosi simboli nuziali ed erotici. Presumibilmente dei coniugi Gerolamo Brembati di figlio del conte Leonino e di Lucina di cui l'artista aveva fatto il ritratto, con Caterina figlia di Pietro Suardi, due famiglie facoltose e importanti nella Bergamo dei primi anni del XVI secolo e che avevano stretti legami con l'artista veneziano.

## Descrizione e stile
Sullo sfondo di una tenda rossa appesa a un albero con dell'edera, Venere sta distesa nuda su un panno con vicino Cupido in piedi. Gli oggetti sparsi tutt'attorno hanno vari significati allegorici, dalla fecondità (cornucopia), al matrimonio (il mirto della ghirlanda), alla femminilità (la conchiglia, i petali di rosa). La stessa acconciatura della dea, con diadema e velo, era tipica delle spose. Simbolo di purezza è l'orecchino a pendente con una perla. Curioso è lo scanzonato gesto di Cupido che fa la pipì centrando la ghirlanda fino al ventre di Venere, una chiara allusione erotica alla fertilità. La figura di un ragazzo in età prepuberale nell'atto di urinare è un motivo artistico classico noto come puer mingens, che è stato ripreso durante il Rinascimento.
La dea, che si rifà alla Venere dormiente di Giorgione, mostra senza preoccupazione la propria nudità, sveglia e cosciente, guardando anche negli occhi lo spettatore. Davanti si vede un bruciatore di incenso, un bastone e un serpente. La dea sembra quindi benedire la coppia che sta per sposarsi, augurando loro fertilità, guardandosi però dai pericoli nascosti, come il serpente. L'edera è invece simbolo di amore eterno.